# Na ostrzu szpady
Na ostrzu szpady (fr. Le bossu) – francusko-włosko-niemiecki film przygodowy z 1997 roku na podstawie powieści Paula Févala pt. Kawaler de Lagardère.

## Główne role
- Daniel Auteuil - Lagardère
- Fabrice Luchini - Gonzague
- Vincent Pérez - książę de Nevers
- Marie Gillain - Aurore
- Yann Collette - Peyrolles
- Jean-François Stévenin - Cocardasse
- Didier Pain - Passepoil
- Claire Nebout - Blanche
- Philippe Noiret - Filip Orleański, regent Francji
- Charlie Nelson - Esope
- Jacques Sereys - Caylus
- Renato Scarpa - Paolo
- Ludovica Tinghi - Ornella
- James Thiérrée - Marcello
- Sacha Bourdo - Giuseppe

## Fabuła
Francja, przełom XVII i XVIII wieku. Książę Philippe de Nevers wraz z dzielnym kawalerem Lagardère wyrusza do swojej ukochanej, która spodziewa się dziecka. W czasie swojego ślubu oboje zostają zamordowany przez kuzyna de Nevers'a, który chce zdobyć władzę. Ale dziecko (Aurore) zostaje ocalone przez Lagardère'a, który obiecuje przyjacielowi zemstę. Po 16 latach Aurore wyrasta na atrakcyjną kobietę, a jej opiekun obmyśla plan zemsty.

## Nagrody
Nagroda BAFTA 1998
- Najlepszy film zagraniczny - Patrick Godeau, Philippe de Broca (nominacja)

Cezary 1998
- Najlepsze kostiumy - Christian Gasc
- Najlepszy film - Philippe de Broca (nominacja)
- Najlepsze zdjęcia - Jean-François Robin (nominacja)
- Najlepsza scenografia - Bernard Vézat (nominacja)
- Najlepsza muzyka - Philippe Sarde (nominacja)
- Najlepszy montaż - Henri Lanoë (nominacja)
- Najlepszy aktor - Daniel Auteuil (nominacja)
- Najlepsza aktorka - Marie Gillain (nominacja)
- Najlepszy aktor drugoplanowy - Vincent Pérez (nominacja)